# Remilly-Wirquin
Remilly-Wirquin ist eine französische Gemeinde mit 360 Einwohnern (Stand 1. Januar 2022) im Département Pas-de-Calais in der Region Hauts-de-France. Sie gehört zum Arrondissement Saint-Omer und zum Kanton Lumbres.

## Geographie
Remilly-Wirquin liegt am Fluss Aa. Die Gemeinde gehört zum Regionalen Naturpark Caps et Marais d’Opale.
Umgeben wird Remilly-Wirquin von den Nachbargemeinden sind Wavrans-sur-l’Aa im Nordwesten, Esquerdes im Norden, Hallines im Nordosten, Pihem im Osten, Ouve-Wirquin im Südwesten sowie Cléty im Südosten.

## Bevölkerungsentwicklung
| Jahr      | 1962 | 1968 | 1975 | 1982 | 1990 | 1999 | 2007 | 2014 | 2015 |
| Einwohner | 232  | 215  | 234  | 283  | 327  | 316  | 353  | 337  | 340  |

## Sehenswürdigkeiten
- Kirche Saint-Omer aus dem 13. Jahrhundert

## Sport
Im Jahr 2022 führte die 4. Etappe der 109. Austragung der Tour de France durch Remilly-Wirquin. Auf der D192 wurde zwischen Remilly-Wirquin und Crehem mit der  Côte de Remilly-Wirquin (133 m) eine Bergwertung der 4. Kategorie abgenommen. Sieger der Bergwertung war der Däne Magnus Cort Nielsen.